# Pittore del Sakkos bianco
Pittore del Sakkos bianco (in inglese White Saccos painter) (fl. 320 a.C. / 310 a.C.) è il nome convenzionale assegnato ad un ceramografo apulo.
Arthur Dale Trendall lo definì in questo modo per via dei sakkoi bianchi (in greco antico: σακκος?, tunica penitenziale) indossati da molte figure femminili nei suoi vasi.

## Attività
Fu uno degli artigiani più produttivi del suo tempo; in base a confronti stilistici, sarebbe possibile attribuirgli un numero di vasi a tre cifre.

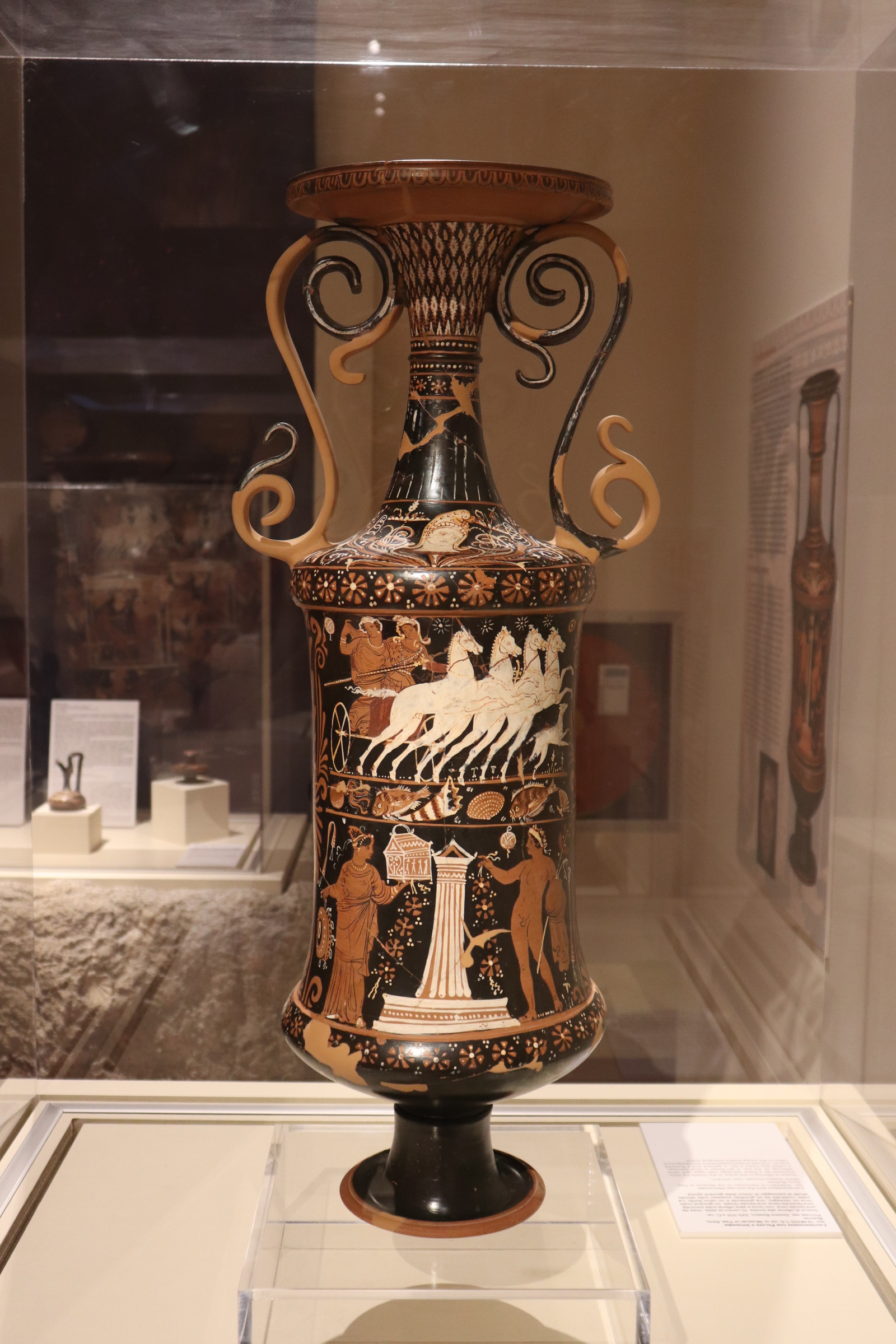
Il Loutrophoros con Pelope e Ippodamia restituito dal Boston Fine arts museum

Il pittore del sakkos bianco fu probabilmente allievo e successore del pittore di Baltimora. La connessione appariva tanto stringente che alcuni dei primi vasi individuati furono inizialmente attribuiti a quest'altro. I temi e le scene, così come gli ornamenti, mostrano forti somiglianze, mentre i disegni delle figure rappresentate differiscono maggiormente. Sebbene non abbia raggiunto il livello del suo insegnante, viene considerato uno degli ultimi grandi maestri della pittura vascolare a figure rosse tardo apula. I presumibili seguaci o imitatori non vengono comunque assegnati come allievi a questo pittore, per esempio il pittore della Virginia Exhibition, che ricorda molto il pittore del sakkos bianco, viene considerato allievo probabile del pittore di Berlino F 3383.
Il pittore del sakkos bianco decorava sia vasi di grandi dimensioni (anfore, crateri a volute e lutrofori) sia vasi più piccoli di varie fogge. Spesso reppresentava temi mitologici, come il rapimento di Crisippo, Pelope e Ippodamia, Ade e Persefone. 
Sono noti numerosi vasi in cui ha collaborato un secondo pittore. In un loutrophoros un fregio con pesci del pittore del Sansone, separa due campi figurativi principali. Non è comunque impossibile che il pittore del sakkos bianco e quello del Sansone, noto per le sue raffigurazioni di pesci, siano la stessa persona. I grandi vasi raffigurano ripetitivamente un naiskos con una o più persone (fino ad un massimo di quattro) all'interno dell'edicola. La parte posteriore di questi vasi con Naiskos risulta solitamente decorata con teste femminili ammantate di bianco. Queste teste costituiscono il collegamento tra le opere del pittore e quelle del gruppo del White-Sakkos-Kantharos, probabilmente realizzate nella medesima officina e nello stesso periodo. Nei vasi più piccoli le figure rappresentate sono per lo più eroti, giovani, vittorie o donne. I vasi di bottega più tardi con gli stessi motivi vengono associati al gruppo di Stoccarda e probabilmente non sono opere pittore del sakkos bianco. Dei carri appaiono spesso raffigurati su kantharoi e oinochoi sui campi dei due lati, ma non tutte queste opere sono attribuibili allo stesso pittore e molte, provenienti dalla medesima bottega, vengono raggruppate sotto il nome di Chariot Group.
Nel 1912, nell'ipogeo della tomba Varrese di Canosa, vennero trovati diversi vasi del pittore del sakkos bianco e altre con teste a rilievo dipinte a colori vivaci unite all'ansa superiore, definiti come vasi canosini. Un gran numero di kantharoi lì rintracciati appartengono al gruppo White Sakkos, cosi come al gruppo di Stoccarda e al Chariot group.t
Un grande leutrophoros con Pelope e Ippodamia del pittore del sakkos bianco, assieme ad altri vasi frutto di scavi clandestini, è stato restituito all'Italia dal Museo di Boston nel settembre 2006.